# Prvi radio prijenos nogometne utakmice u Hrvatskoj
Prvi radio prijenos nogometne utakmice u Hrvatskoj i tadašnjoj Kraljevini SHS obavio je Radio Zagreb u Zagrebu 17. srpnja 1927. godine s Igrališta Građanskog na inicijativu Zagrebačkog nogometnog podsaveza. Prenošena je završna utakmica za Balokovićev pokal između Građanskog i HAŠK-a 4:2 (2:1).

## Radijski izvjestitelji
Nekoliko uvodnih riječi prijenosa dao je Vilim Brkić, tehnički tajnik Zagrebačkog nogometnog podsaveza i nogometni sudac. Prijenos utakmice obavio je Marijan Polić, tadašnji student prve godine Pravnog fakulteta.

## Tehnika
Prijenos je obavljen iz otvorene lože, što je dalo akustičnu podlogu i neposrednost. Na tribini je bio instaliran jedan mikrofon na staklu, osjetljiv na vjetar, a na igralištu telefon. Za prijenos su brinula dva tehničara.

## Sastavi nogometnih momčadi
- Građanski: Maksimilijan Mihelčič, Zvonimir Gmajnički, Franjo Mantler, Dragutin Babić, Slaven Cindrić, Gustav Remec, Josip Urbanke, Emil Perška, Stjepan Pasinek, Nikola Babić, Stanislav Kreč
- HAŠK: Mitrović, Hana, Dasović, Kunst, Kolibaš, Križ, Zinaja, Hitrec, Agić, Wolf II, Wolf I